# لمازی
لمازی (انگلیسی: Lemazy) یک شهرک در شهرستان دووانسکی در استان باشقیرستان کشور روسیه است.